# Strzelecki Creek
Der Strzelecki Creek ist ein Fluss im Nordosten des australischen Bundesstaates South Australia. Er ist ein Arm des Cooper Creek, der von dort Wasser in den Lake Blanche ableitet. Wie auch der Cooper Creek, führt dieser Fluss meistens kein Wasser.

## Geografie

### Flusslauf
Der Strzelecki Creek zweigt bei Innamincka vom Cooper Creek nach Süden ab. Er setzt seinen Lauf nach Süden fort und durchquert die Strzelecki-Wüste. Im Süden dieser Wüste speist er den Salzsee Lake Blanche, der durch weitere Wasserläufe mit dem benachbarten Lake Callabonna verbunden ist.
Parallel zum Mittel- und Unterlauf des Flusses verläuft der Strzelecki Track, ein Piste, die Innamincka mit der Stadt Lyndhurst am Rande den North Flinders Ranges verbindet.

### Durchflossene Seen
Der Strzelecki Creek durchfließt etliche Wasserlöcher, die zum Teil auch dann mit Wasser gefüllt sind, wenn der Fluss trocken liegt.
- Bulie Burlie Waterhole – 51 m
- Little Tooroopie Waterhole – 48 m
- Tooroopie Waterhole – 47 m
- Dullingari Waterhole – 43 m
- The Beentree Waterholes – 40 m
- Gurra Gurra Waterhole – 17 m
- Cherri Cherri Waterhole – 14 m
- Lake Blanche – 3 m

## Namensherkunft
Der Fluss wurde, wie die gleichnamige Wüste, nach dem polnischen Forscher und Entdeckungsreisenden Paul Edmund de Strzelecki benannt.